# سيجي تاكيدا
سيجي تاكيدا (باليابانية: 竹田青滋؛ بالكانا: たけだ せいじ) هو منتج تلفزيوني ياباني، ولد في 1960 في نارا في اليابان.

## روابط خارجية
- سيجي تاكيدا على موقع IMDb (الإنجليزية)
- سيجي تاكيدا على موقع قاعدة بيانات الفيلم (الإنجليزية)
- سيجي تاكيدا على موقع ANN person (الإنجليزية)